# Monte Sernio
Il Monte Sernio è una montagna delle Alpi Carniche Orientali (Alpi Tolmezzine Orientali), alta 2.187 m s.l.m. occidentali, di conformazione rocciosa, situata, assieme alla vicina Creta Grauzaria, in un gruppo montuoso, incuneato tra la Val d'Incarojo e la Val d'Aupa, nella regione autonoma Friuli-Venezia Giulia e che grazie alla sua quota ed alla posizione isolata offre uno dei panorami più belli e completi sulle Alpi Carniche stesse e sulle vicine Alpi Giulie.

## Storia alpinistica
La prima ascensione del Sernio destò scalpore all'epoca in quanto, dopo essere stato giudicato un monte "impossibile" da molti alpinisti uomini, fu scalato per la prima volta il 21 agosto 1879 dalle sorelle Minetta e Annina Grassi, prima cordata interamente femminile. Da qui il Sernio si guadagnò l'appellativo di monte delle donne.

## Ascensioni
- Da Moggio Udinese, ore 4. Si segue la mulattiera per Casera Flop m 983, da qui si raggiunge il Rifugio Grauzaria 1.250 m e Casera Foran da la gjaline 1.501 m. Raggiunta la forcelletta omonima 1.577 m si arriva ala forca Nuvièrnulis 1.733 m. Sul versante sud, per rocce e canaloni, si raggiunge la vetta.
- Da Paularo, ore 6. Attraverso la frazione di Dierico e gli erbosi terrazzi di Diôr si sale agli stavoli Fuarmi e, proseguendo lungo le pendici del Cuel Brusât m 1.308 si giunge a Casera Vintules 1.194 m, quindi a Casera Tessèit 1.221 m e Casera del Mestri 1.510 m. Da qui si prosegue per la forca Nuviernulis 1.773 m, dove si incontra la via proveniente da Moggio Udinese. Di qui alla vetta.